# Lanlana Tararudee
Lanlana Tararudee (Thailandia, 7 luglio 2004) è una tennista thailandese.

## Biografia
Lanlana Tararudee ha vinto 6 titoli in singolare nel circuito ITF in carriera.  Il 6 novembre 2023 ha raggiunto il best ranking in singolare issandosi alla 232ª posizione mondiale, mentre il 23 ottobre 2023 ha raggiunto la 399ª posizione in doppio.
Ha fatto il suo debutto nel circuito maggiore al Thailand Open 2023, grazie ad una wildcard, dove è stata sconfitta all'esordio dalla svedese Mirjam Björklund.
Fa parte della squadra thailandese di Fed Cup, dove ha un bilancio di 3 vittorie e 0 sconfitte.
Il 20 luglio 2025, Lanlana raggiunge la prima finale WTA 125 della carriera in singolare all'Eupago Porto Open, dove viene sconfitta nell'atto decisivo dalla giovane ceca Tereza Valentová con il punteggio di 4-6, 2-6.

## Circuito WTA 125

### Singolare

#### Sconfitte (1)
| N. | Data           | Torneo            | Superficie | Avversaria in finale | Punteggio |
| 1. | 20 luglio 2025 | Porto Open, Porto | Cemento    | Tereza Valentová     | 4-6, 2-6  |

## Statistiche ITF

### Singolare

#### Vittorie (6)
| Torneo $100.000 (0) |
| Torneo $80.000 (0)  |
| Torneo $60.000 (0)  |
| Torneo $40.000 (3)  |
| Torneo $25.000 (1)  |
| Torneo $15.000 (2)  |

| N. | Data             | Torneo                                                | Superficie      | Avversaria in finale  | Punteggio        |
| 1. | 15 gennaio 2023  | ITF Women's Circuit presented by SAT, Nonthaburi      | Cemento         | Mananchaya Sawangkaew | 2-6, 6-1, 6-0    |
| 2. | 19 febbraio 2023 | Sanctband ITF World Tennis Tour Women, Ipoh           | Cemento         | Jaeda Daniel          | 6-0, 3-6, 6-2    |
| 3. | 23 luglio 2023   | ITF Pro Circuit Presented by SAT, Nakhon Si Thammarat | Cemento         | Back Da-yeon          | 6-4, 6-4         |
| 4. | 20 agosto 2023   | Women's Zhongchang, Nanchang                          | Terra rossa (i) | You Xiaodi            | 6-2, 6-3         |
| 5. | 3 marzo 2024     | Latrobe City Traralgon International, Traralgon       | Cemento         | Ma Yexin              | 6-4, 7-5         |
| 6. | 21 aprile 2024   | Shenzhen Luohu Open, Shenzhen                         | Cemento         | Ren Yufei             | 6(5)-7, 6-3, 6-2 |

#### Sconfitte (2)
| Torneo $100.000 (0) |
| Torneo $80.000 (0)  |
| Torneo $60.000 (1)  |
| Torneo $40.000 (1)  |
| Torneo $25.000 (0)  |
| Torneo $15.000 (0)  |

| N. | Data           | Torneo                        | Superficie | Avversaria in finale | Punteggio          |
| 1. | 28 aprile 2024 | Wuning Open, Contea di Wuning | Cemento    | Wang Qiang           | 6-1, 3-6, 3-4 rit. |
| 2. | 23 marzo 2025  | Jin'an Open, Lu'an            | Cemento    | Arina Rodionova      | 3-6, 6-1, 3-6      |

### Doppio

#### Sconfitte (4)
| Torneo $100.000 (1) |
| Torneo $80.000 (0)  |
| Torneo $60.000 (0)  |
| Torneo $40.000 (2)  |
| Torneo $25.000 (1)  |
| Torneo $15.000 (0)  |

| N. | Data             | Torneo                                          | Superficie  | Compagna              | Avversarie in finale               | Punteggio            |
| 1. | 12 agosto 2023   | Kunming Open, Anning                            | Terra rossa | Jibek Kulambaeva      | Guo Hanyu Jiang Xinyu              | 2-6, 0-6             |
| 2. | 6 gennaio 2024   | ITF Pro Circuit Presented by SAT, Nonthaburi    | Cemento     | Tsao Chia-yi          | Jibek Kulambaeva Sapfo Sakellaridi | w/o                  |
| 3. | 24 febbraio 2024 | Latrobe City Traralgon International, Traralgon | Cemento     | Sayaka Ishii          | Mana Kawamura Liu Fangzhou         | 7-6(4), 3-6, [11-13] |
| 4. | 27 aprile 2025   | Ando Securities Open, Tokyo                     | Cemento     | Mananchaya Sawangkaew | Guo Hanyu Ena Shibahara            | 7-5, 6(1)-7, [5-10]  |